# Lisvel Elisa Eve
Lisvel Elisa Eve est une joueuse dominicaine de volley-ball née le 10 septembre 1991 à Puerto Plata (République dominicaine). Elle mesure 1,94 m et joue au poste de réceptionneuse-attaquante. Elle totalise 121 sélections en équipe de République dominicaine.

## Biographie
Lors des Jeux Olympiques d'été de Paris 2024, elle est testée positive lors d'un contrôle antidopage de routine au furosémide lors d'un contrôle de routine en Ligue des nations disputé les mois précédents. La Fédération internationale de volley annonce sa suspension et son remplacement.

## Clubs
| Club               | De        | À         |
| ------------------ | --------- | --------- |
| Deportivo Nacional | 2004-2005 | 2004-2005 |
| Mirador            | 2006-2007 | 2006-2007 |
| Santiago           | 2008-2008 | 2008-2008 |
| Criollas de Caguas | 2009-2009 | 2009-2009 |
| GS Caltex          | 2009-2010 | 2009-2010 |
| Denso Airybees     | 2010-2011 | 2010-2011 |
| Criollas de Caguas | 2012-2012 | 2012-2012 |
| Deportivo Géminis  | 2012-2013 | …         |

## Palmarès

### Équipe nationale
- Coupe panaméricaine
  - Vainqueur : 2008, 2010.
  - Finaliste : 2009, 2011, 2015[2]
- Championnat d'Amérique du Nord
  - Vainqueur : 2009.
  - Finaliste : 2015.
- Jeux d'Amérique centrale et des Caraïbes
  - Vainqueur : 2010.
- Championnat d'Amérique du Nord des moins de 20 ans
  - Finaliste : 2008.
- Championnat du monde des moins de 20 ans
  - Finaliste : 2009.
- Coupe panaméricaine des moins de 23 ans
  - Vainqueur : 2012.

### Distinctions individuelles
- Championnat d'Amérique du Nord de volley-ball féminin des moins de 20 ans 2008: Meilleur attaquante.
- Coupe panaméricaine de volley-ball féminin 2010: Meilleure contreuse.
- Coupe panaméricaine de volley-ball féminin 2011: Meilleur serveuse.